# Estación José Ingenieros
José Ingenieros es una estación ferroviaria ubicada en la localidad de Ciudad Evita, en La Matanza, provincia de Buenos Aires, Argentina. 
Recibe el nombre de José Ingenieros (1877-1925), quien fuera médico y uno de los pensadores argentinos más influyentes de comienzos del siglo XX.

## Ubicación
Se encuentra enclavada en una zona residencial de casas de tipo chalet californiano, típicas de Ciudad Evita, a pocas cuadras de la intersección de las rutas provinciales 21 y 4 (Camino de Cintura), donde se encuentra el hospital Alberto Balestrini.
Si bien no pasa ningún colectivo por la estación, en los alrededores tienen parada las líneas 91, 621 y 630.

## Infraestructura
Hacia 2017 la estación fue remodelada, como todas las de la línea, incluyendo nuevos andenes, refugios y la incorporación de molinetes que funcionan con la tarjeta SUBE.

## Servicios
La estación opera dentro de la línea Belgrano Sur, en el ramal que conecta la estación Tapiales con Marinos del Crucero General Belgrano. La línea Belgrano Sur es una de las líneas suburbanas de Buenos Aires y forma parte a nivel nacional del Ferrocarril General Belgrano de la red ferroviaria argentina.
Es una de las menos utilizadas del ramal a Marinos del Crucero General Belgrano de la línea Belgrano Sur, con 36.296 pasajeros pagos en todo el año 2022.
Desde 2018, la estación también fue parada del servicio que unía las estaciones Libertad y Kilómetro 12 (virtualmente suspendido a 2021).